# Américo Gilvonio Conde
Américo Gilvonio Conde, alias "Juan Carlos", fue un abogado y terrorista peruano que perteneció al Movimiento Revolucionario Túpac Amaru (MRTA), siendo el "número tres" de la organización subversiva.

## Biografía
Hermano de Dionisio Raúl y Nancy Gilvonio Conde, ambos integrantes del MRTA. Fue parte del trabajo internacional bajo el mando de Hugo Avellaneda Valdez. Fue capturado el 22 de junio de  1993, en las calles de Breña, como parte de la Operación Cuervo 3. Fue responsable de los abogados afiliados al MRTA, además de ser el responsable del MRTA en Lima y de las Fuerzas Especiales de la organización subversiva. Fue condenado a 20 años de prisión, pero fue liberado en el año 2009. Falleció en el año 2012. Según el Ministerio de Justicia, Gilvonio falleció sin pagar la deuda de 10 mil soles de reparación civil.